# Jean-Baptiste Marie Chaptal de Chanteloup
Pour les articles homonymes, voir Chaptal.
Jean-Baptiste Marie, vicomte Chaptal de Chanteloup, né le 15 septembre 1782 à Montpellier (Hérault) et mort le 26 avril 1833 à Mexico, est un industriel et homme politique français.

## Biographie
Jean-Baptiste Marie Chaptal est le fils du chimiste Jean-Antoine Chaptal et de Anne Marie Rose Lajard (1761-1845). Il étudie la chimie dans le laboratoire de son père et se livre aux entreprises industrielles de celui-ci. Chaptal installe en Provence un vaste établissement de fabrication de soude par la décomposition du sel marin, permettant aux fabriques de savon marseillais, touchées par la pénurie et le prix élevé des solides résultant du blocus continental, de retrouver la prospérité. Il dirige également un établissement aux Ternes (alors partie de Neuilly), avec dans un premier temps Amédée Barthélemy Berthollet, fils du célèbre savant, et fabrique des produits chimiques, comme l'acide sulfurique ; cette usine appartient à son père depuis 1798, et le bail est sous la responsabilité de son fils depuis 1808.
Nommé maire de Neuilly-sur-Seine en 1813 et membre du Conseil général des manufactures en 1814, il est élu représentant de la Seine à la Chambre des Cent-Jours, pour l'industrie, le 8 mai 1815. La politique le tentant peu, et il ne fait pas partie d'autres législatures.
Le 28 mars 1816, il épouse Amica-Jeanne-Marie Holstein (décédée le 13 mars 1826) — dont descendance ; son père lui offre alors en guise de dot, la propriété pleine et entière de l'usine des Ternes. Il prend pour associés Jean-Pierre-Joseph d'Arcet, contrôleur de la Monnaie, et Jean-Jacques-Louis Holker — fils du célèbre manufacturier franco-américain John Holker, Jr. —, inventeur d'un procédé pour fabriquer de l'acide sulfurique. Les trois associés décident d'adjoindre une autre usine, située à la Folie de Nanterre.
Juge suppléant au tribunal de commerce de Paris en 1817 et membre de la Chambre de commerce de Paris en 1818, Jean-Baptiste Marie Chaptal est élu juge au tribunal de commerce en décembre de la même année. Il obtient pour ses produits une médaille d'or à l'exposition des produits de l'industrie française de 1819, et est, à cette occasion, décoré de la Légion d'honneur (28 août),. Une autre médaille d'or récompense sa manufacture en 1823.
En janvier 1824, Holker se retire comme associé. Rapidement, l'usine connaît des difficultés de trésorerie. Le climat bancaire traverse bientôt une crise. La banque Jacques Laffitte réclame toutes les traites impayées. Déjà très âgé, son père, qui veut défendre l'honneur de son seul fils, prend en charge la liquidation de l'usine, qui est vendue entre 1829 et 1830, la banque Laffitte rachetant la plus grosse part des actifs — un an plus tard, cette banque entre en liquidation le 28 janvier 1831, provoquant une cascade de recours à perte. Toutefois, en 1825, Stendhal rapporte que le fils Chaptal aide le baron Gros à racheter pour 15 000 francs, sa propre toile, la Charge de cavalerie exécutée par le général Murat lors de la Bataille d’Aboukir le 25 juillet 1799. En juillet 1826, il est encore officiellement mentionné comme siégeant au conseil de perfectionnement de l'École spéciale de commerce et d'industrie. Il est possible, après la chute de la banque Laffite, que Jean-Baptiste Marie Chaptal se soit  exilé au Mexique, pour dettes impayées — par ailleurs, une lettre de recommandation rédigée par Alexander von Humboldt le 25 décembre 1830 à l'attention du chimiste Andrés Manuel del Río établi à Mexico, laisse supposer que Chaptal souhaitait travailler à ses côtés.

## Vie privée
Beau-frère par son mariage de René Holstein (1798-1866), il est le père de :
- Anatole Chaptal, officier de marine, disparu en 1838 dans le Honduras ;
- Victor René Chaptal de Chanteloup (1821-1901), homme politique proche du duc d’Aumale ; père de Léonie Chaptal et de l'évêque Emmanuel Anatole Chaptal de Chanteloup ;
- Amélie Chaptal, sans postérité ;
- Marie, épouse de Stephen Aux Cousteaux (petit-fils de Durand Borel de Brétizel) ;
- Caroline, épouse de Jérôme de Bonardière.

Il est par ailleurs l'oncle de Henri Delaage.